# Mohamed Cherkaoui (sociologue)
 (octobre 2011).
Si vous disposez d'ouvrages ou d'articles de référence ou si vous connaissez des sites web de qualité traitant du thème abordé ici, merci de compléter l'article en donnant les références utiles à sa vérifiabilité et en les liant à la section « Notes et références ».
Pour les articles homonymes, voir Mohamed Cherkaoui (homme politique) et Cherkaoui.
Mohamed Cherkaoui, né le 22 avril 1945 à Bejaâd,, est directeur de recherche émérite au CNRS. Il a conduit plusieurs recherches sur les systèmes d'enseignement en Europe, aux États-Unis et au Maroc, ainsi que sur les inégalités et la mobilité sociale. Depuis le début des années 2000, il a orienté ses travaux vers l'islamisation des sociétés musulmanes, sur le Maroc, et particulièrement sur le Sahara, tout en poursuivant ses études sur l'histoire et les théories classiques de la sociologie, particulièrement sur Max Weber et Emile Durkheim auxquels il consacré plusieurs ouvrages.  Il a réalisé une grande étude sur la recherche en sciences sociales au Maroc (2004-2009). Il a été nommé le 4 janvier 2010 membre de la Commission consultative de la régionalisation (CCR) par le roi Mohammed VI. Ancien directeur de la Revue Française de Sociologie, il a  été également membre des comités de rédaction de plusieurs revues internationales et dirigé une collection chez Bardwell-Press.
Il a fait des études de philosophie, de sociologie et de statistiques à la Sorbonne, soutenu son doctorat ès lettres et sciences humaines en 1981 à l'Université de Paris Sorbonne. Il a enseigné dans plusieurs universités, notamment à Sciences Po Paris, aux universités de Paris IV, Paris V, Oxford, Lausanne, Genève, Rabat, Casablanca, au Conservatoire national des arts et métiers. Il est membre de l'Academia Europaea et de l'Académie européenne de sociologie. Docteur honoris causa de l'Université de Lima. Ses notices biographiques sont publiées dans Who's Who in the World, Who's Who in America, Who's Who in France, Who's Who in Swizerland.

## Œuvres
- Les changements du système éducatif en France 1950-1980, PUF, 1982 ;
- Les paradoxes de la réussite scolaire, PUF, "L'éducateur", 1985 ;
- Sociologie de l'éducation, PUF, "Que sais-je ?", 1986 ;
- Dictionnaire de sociologie (en coll.), Paris, Larousse, 1989
- Naissance d'une science sociale. La sociologie selon Durkheim, Librairie Droz, 1998 ;
- Le suicide. Un siècle après Durkheim, (en coll. Borlandi), Paris, Presses Universitaires de France, 2000.
- École et société. Les paradoxes de la démocratie (en coll.), Paris, Presses Universitaires de France, 2001.
- Histoire et théorie en sciences sociales, (direction), Genève, Droz, 2003.
- Dictionnaire de la pensée sociologique, PUF, "Quadrige dicos poche", 2005 ;
- Le paradoxe des conséquences : Essai sur une théorie wébérienne des effets inattendus et non voulus des actions, Librairie Droz, 2006 ;
- Le Sahara, Liens Sociaux et Enjeux Géostratégiques, The Bardwell Press, 2007 ;
- Figures de la parenté, PUF, "Sociologies", 2009 ;
- Crise de l'université : Le nouvel esprit académique et la sécularisation de la production intellectuelle, Librairie Droz, 2011 ;
- Essai sur l'islamisation. Changements des pratiques religieuses dans les sociétés musulmanes, Paris, Presses Universitaires de la Sorbonne, 2018
- Œuvres en anglais
- The Classical Tradition in Sociology:Europe, Boudon R., Alexander J. (eds), London, Sage, 1997, (en coll avec J. Alexander et R. Boudon)
- Central Currents in Social Theory. The Roots of Sociological Theory 1700-1920, with Boudon R. (eds), London, Sage, 8 vol., 2000
- The European Tradition in Qualitative Research, with Boudon R., Demeulenaere P. (eds), London, Sage, 4 vol., 2003
- Inisible Codes. Essays on Generative Machanisms, Oxford, The Bardwell-Press, 2005
- Good Intentions. Max Weber and the Paradox of Unintended Consequences, Oxford, The Bardwell Press, "Gemas, Studies in Social Analysis", 2007
- Morocco and the Sahara - Social Bonds and Geopolitical Issues, Oxford, The Bardwell Press, 2008
- Durkheim and the Puzzle of Social Complexity , Oxford, The Bardwell Press, 2008
- Raymond Boudon : A Life in Sociology, M. Cherkaoui & P. Hamilton (eds.), Oxford, The Bardwell Press, 2009